# فأر المنازل
فأر المنازل (باللاتينية: Mus musculus) هو ثديي صغير و قارض.
فأر المنزل البالغ له طول جسم (من الأنف حتى قاعدة الذيل) من 7.5 اٍلى 10 سم وطول ذيله من 5 إلى 10 سم، أما وزنه فيتراوح بين 10 و 25 غ. وهو بألوان من بني فاتح حتى الأسود، مع شعر قصير وبطن خفيف، الآذان والذيل قليلة الشعر.
ليس من السهل تمييز الذكور من الأناث بين الصغار; الإناث لها بشكل ملحوظ قصر مسافة بين فتحة الشرج وفتحة الجهاز التناسلي. الاٍناث لها 5 أزواج من الغدد الثديية والحلمات; ليس للذكور حلمات. عند بلوغها جنسيا أبرز الفروق الواضحة هو وجود الخصيتين عند الذكر.

## التحت أنواع
هناك ثلاث تحت أنواع متفق عليها، ويتعامل معها بشكل متزايد على أنها أنواع مستقلة.
- (فأر منازل أوروبا الشرقية) Mus (musculus) musculus
- (فأر منازل جنوب شرق أسيا) Mus (musculus) castaneus
- (فأر منازل أوروبا الغربية) Mus (musculus) domesticus

تحت أنواع اٍضافية تم وصفها في شبه الجزيرة العربية:
- Mus musculus gentilulus

التصنيفات الموالية اٍعتبرت تحت أنواع لكن اٍتضح فيما بعد أنها تنتمي لأحد التحت أنواع المذكورة سابقا:
- Mus musculus homourus
- Mus musculus molossinus (فأر المنزل الياباني; في الواقع هو هجين بين فأر منازل جنوب شرق آسيا وفأر منازل أوروبا الغربية).
- Mus musculus bactrianus (فأر منازل جنوب غرب آسيا)

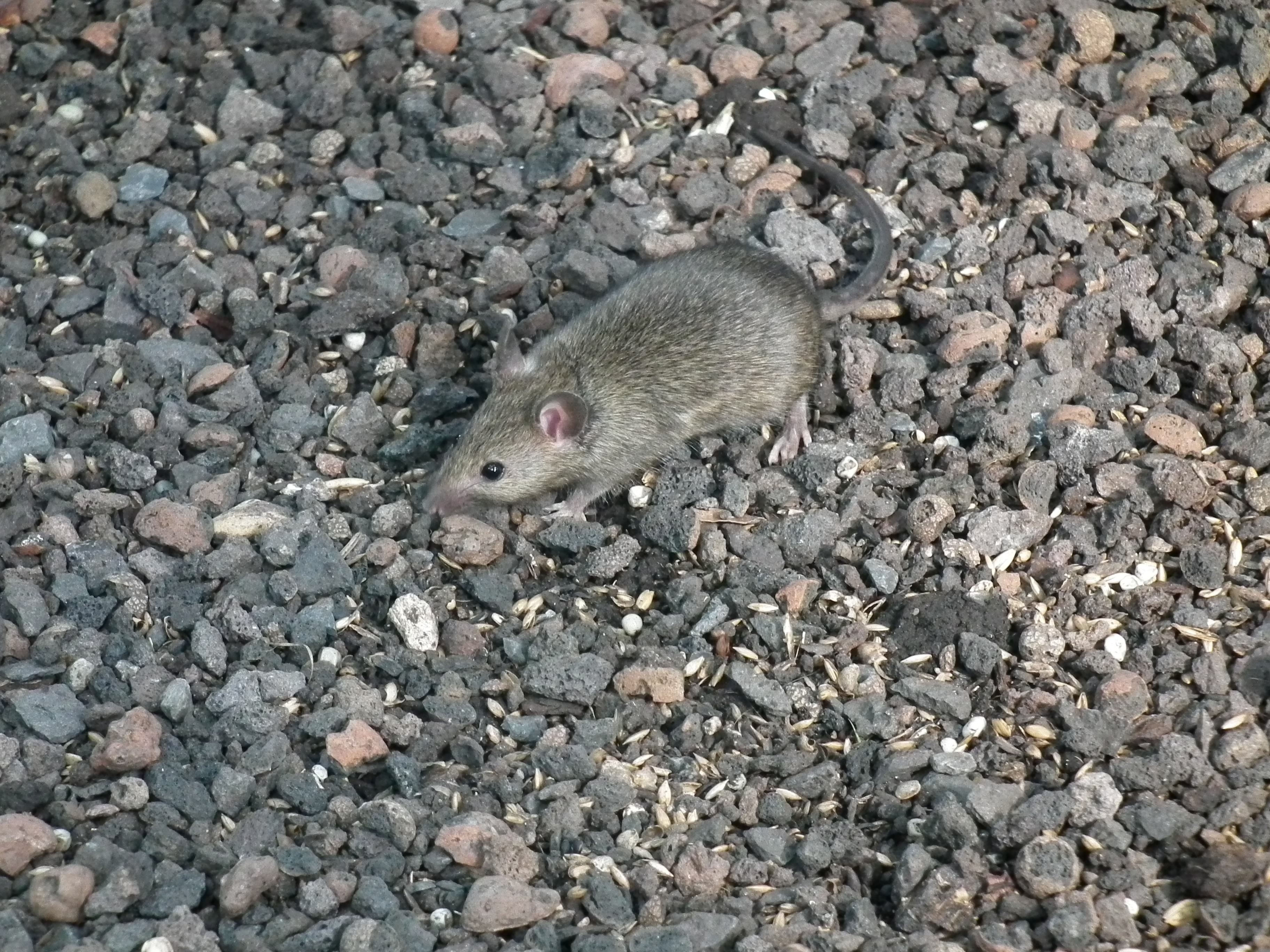

- Mus musculus praetextus
- Mus musculus wagneri

<3